# Вестолл, Вильям
Вильям Вестолл (англ. William Bury Westall; 7 февраля 1834, Аккрингтон, Ланкашир, Англия — 9 сентября 1903, Англия) — английский журналист и писатель.
Родился 7 февраля 1834 года в Аккрингтоне (Ланкашир, Англия). Его отец Джон Вестолл владел хлопчатобумажным производством.
Обучался в Ливерпуле.
В 1870 году оставил бизнес.
Был корреспондентом лондонских газет «The Times» и «Daily News» в Швейцарии.